# Širokospektralni antibiotik
Širokospektralni antibiotik je antibiotik, ki učinkuje na več vrst mikroorganizmov, in sicer je učinkovit v zdravljenju obeh poglavitnih skupin bakterij, grampozitivnih in gramnegativnih, ali pa, po drugi definiciji, deluje proti velikemu seznamu patogenih bakterij. Uporabljajo se, kadar obstaja sum na bakterijsko okužbo, vendar pa konkreten bakterijski povzročitelj (še) ni prepoznan (takšno rabo zdravil imenujemo izkustveno zdravljenje), ali kadar obstaja sum na okužbo z več vrst bakterij. Po drugi strani pa poznamo ozkospektralne antibiotike, ki so učinkoviti samo proti specifični skupini bakterij. Širokospektralni antibiotiki so močno orodje proti bakterijskim okužbam, vendar pa prinašajo tudi tveganja; zaradi širokega spektra delovanja lahko uničijo tudi normalno bakterijsko floro, obstaja pa tudi tveganje za pojav na antibiotike odpornih bakterij. Primer pogosto uporabljenega širokospektralnega antibiotika je ampicilin.